# Lugaid Menn
Lugaid Menn („Jąkała?”) lub Lugaid Lorc („Morderca”) – legendarny król Ulaidu z dynastii Dál Fiatach w latach 280-290, syn Aengusa II Finna, króla Ulaidu. 
Ojciec Aengus II Finn prawdopodobnie został zabity przez swego kuzyna i następcę, Eochaida III Gonnata. Bowiem ten został po szesnastu latach pokonany i zabity przez Lugaida Menna, zapewne mszczącego śmierć ojca. Informacje o jego rządach z Emain Macha w Ulaidzie czerpiemy ze źródeł średniowiecznych. W „Laud 610”, manuskrypcie z XV w., zanotowano na jego temat: "Lugaid m[a]c Óengusa Find .x. blī[adn]a" (fol. 107 b 14), zaś w „Rawlinson B 502” (XII w.) "Lugaid Menn m[a]c Óengusa Fī[n]d .x. [bliadna]" (faksym. 157).  Zastosowano tam w tekście abrewiację oraz zapisano małymi literami rzymską cyfrę X, oznaczającą dziesięć lat rządów. Błędnie umieszczono go na liście królów Ulaidu po Aengusie I Goibnennie, zamiast po Rossie mac Imchada. Lista ta bowiem jest niezgodna z chronologią zwierzchnich królów irlandzkich. Jego następcą został prawdopodobnie Fergus IV Foga („z Włócznią” lub „Piorun”).

## Potomstwo
Lugaid pozostawił po sobie syna:
- Miandach, miał syna:
  - Dubthach, miał trzech synów:
    - Áed
    - Daig, przodek Carn Deaga i Uí Deaga
    - Dallan, miał dwóch synów:
      - Aengus (Eocho, Rigeiges), pochowany w Domnach Cuillind
      - Forgg lub Forgo (zm. ok. 450), przyszły król Ulaidu, miał dwunastu synów:
        - Murbran
        - Combrat, przodek rodziny z Comrad
        - Condad, przodek Uí Condaig
        - Enda, zmarł bezpotomnie
        - Neme, przodek Uí Nemain z Cremthaindi
        - Lugaid, przodek Uí Lugdach
        - Bressal, przodek Uí Breasail
        - Loingte, przodek Uí Loingthi
        - Conall, przodek Uí Conaill Cremthaindi
        - Cremthand, przodek Uí Cremthaindi
        - Aengus Ibdach, przodek Uí Ibdaig
        - Muiredach II Muinderg, przyszły pierwszy historyczny król Ulaidu